# Lani (Vorname)
Lani ist ein weiblicher Vorname.

## Herkunft und Bedeutung
Der Name stammt von dem hawaiischen Wort lani und bedeutet ‚Himmel‘ oder ‚himmlisch‘.

## Bekannte Namensträgerinnen
- Lani Hall (* 1945), US-amerikanische Sängerin
- Lani Guinier (1950–2022), US-amerikanische Rechtsanwältin, Hochschullehrerin und Bürgerrechtlerin
- Ella Marija Lani Yelich-O’Connor (* 1996), neuseeländische Musikerin, siehe Lorde